# Sistema Bartlane

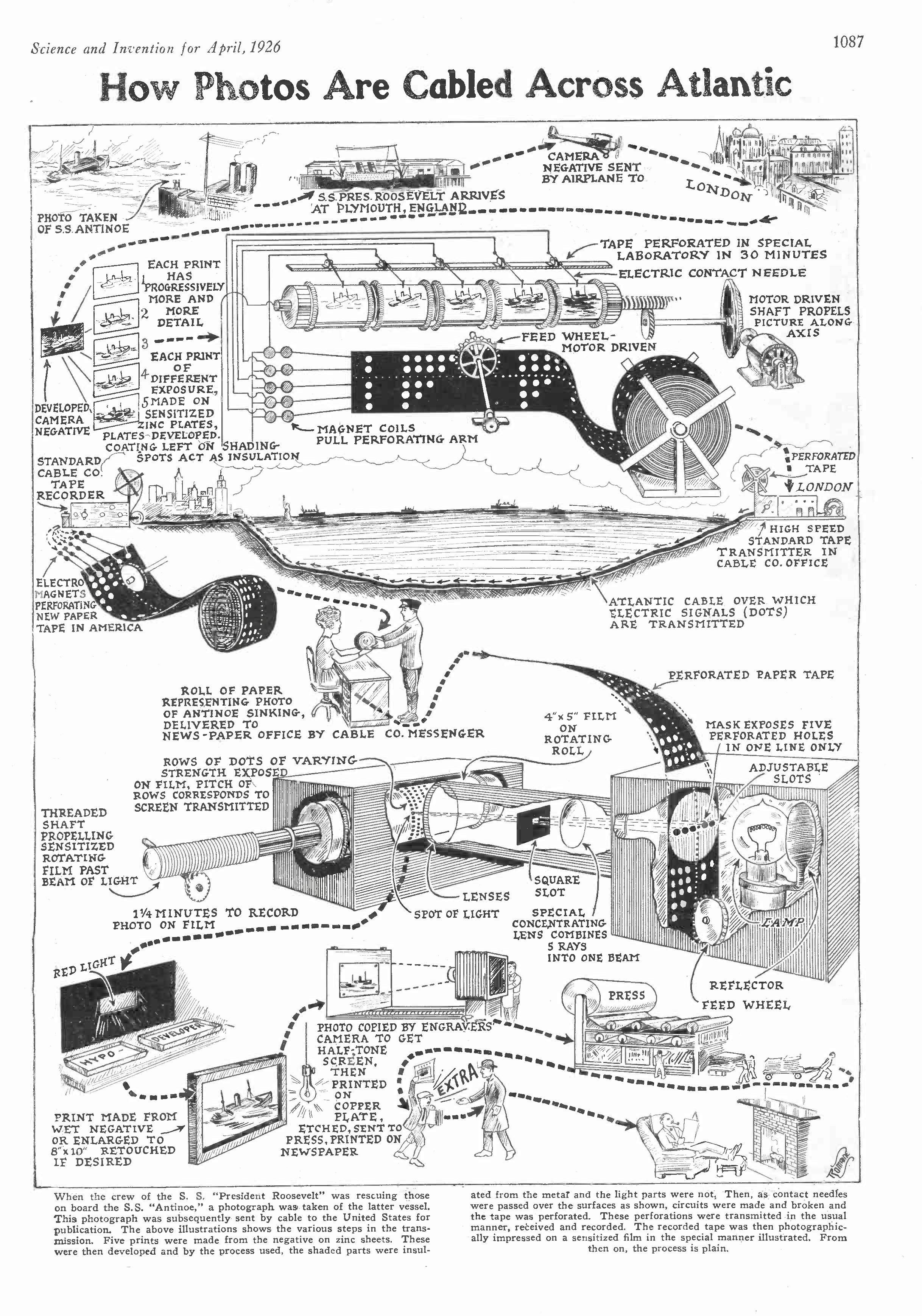
Il·lustració de 1926 de com es cablegen les fotos a través de l'oceà Atlàntic

El sistema Bartlane va ser una tècnica inventada el 1920 per transmetre imatges de diaris digitalitzades amb telefoto a través de línies de cable submarí entre Londres i Nova York. Rep el nom dels seus inventors Harry G. Bartholomew i Maynard D. McFarlane i es va utilitzar per primera vegada per transmetre una imatge a través de l'Atlàntic el 1921. Utilitzant el sistema Bartlane, les imatges es podrien transmetre a través de l'Atlàntic en menys de tres hores.

## Descripció
Les imatges van ser codificades inicialment amb 5 nivells de gris, però aquest nombre es va incrementar a 15 el 1929. En el transmissor, els patrons de les cintes telegràfiques es feien usant dispositius d'impressió especials i es descodificaven a la imatge al receptor usant impressores telegràfiques equipades amb tipus de lletra apropiats.
Aquest sistema també va ser adaptat amb un procés fotogràfic per obtenir imatges més precises el 1929, de manera que al receptor les imatges eren convertides a un mitjà químic.